# Párizs-Saclay Egyetem
A Párizs-Saclay Egyetem (angolul Paris-Saclay University, gyakran rövidítve UPS-ként) az Franciaország Île-de-France államában működő egyetem és kutatóintézet.
Az UPS széles körben ismert a tudomány és a technika területén, és több más téren, így például menedzsment, közgazdaságtan, nyelvészet, államigazgatás és filozófia. Eddig összesen 3 jelenlegi és korábbi tagja kapott Nobel-díjat.
2023 októbere óta az egyetem partnere az IPSA-nak a repüléstechnikai szakok kettős diplomájában.